# Coors
«Пивова́ренная компа́ния „Coors“» — региональное отделение пятой по величине в мире и третьей в США пивоваренной компании Molson Coors Brewing Company. Coors известен также находящимся в городе Голден (Колорадо) крупнейшим пивоваренным заводом в мире.

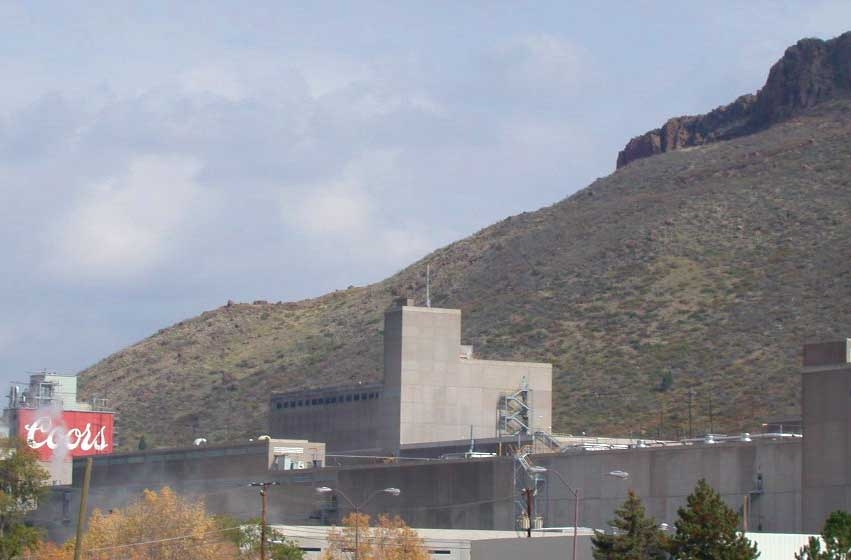
Крупнейший пивоваренный завод Coors в городе Голден

## Торговые марки компании
Пивоваренной компании Coors принадлежит более 20 марок пива в Северной Америке. Самыми известными из них являются пиво Coors и Coors Light. В 2010 году Московская Пивоваренная Компания и  Molson Coors Brewing Company заключили лицензионный договор сроком до 31 декабря 2025 года по разливу на заводе в Мытищах марки Coors Light.